# River Sarisari
Der River Sarisari ist ein Fluss an der Ostküste von Dominica im Parish Saint Patrick.

## Geographie
Der River Sarisari entspringt in den bergen des Nationalparks, auf der Rückseite des Berges am Boiling Lake, aus demselben Grundwasserleiter wie der River Ouayaneri. Er fließt er nach Osten und erhält noch einige kleine Zuflüsse. Beim Eintritt in die Küstenebene bildet er die Sari-Sari Falls und von dort wendet er sich stärker nach Norden und mündet bei der Siedlung Corossol in den Atlantik.
Benachbarte Flüsse sind Carse O’Gowrie River im Norden und La Rounde River im Süden. Nach Westen und Süden schließt sich vom Boiling Lake aus das Einzugsgebiet des Pointe Mulatre River (La Rivière blanche) an.